# Sara Sibar
Sara Sibar, née le 28 août 1995, est une haltérophile marocaine.

## Carrière
Sara Sibar est médaillée de bronze à l'arraché, à l'épaulé-jeté et au total dans la catégorie des moins de 48 kg lors des championnats d'Afrique 2012 à Nairobi. Elle est médaillée d'argent dans ces trois épreuves  dans la catégorie des moins de 53 kg aux championnats d'Afrique 2013 à Casablanca.